# Esenciales
 (janvier 2018).
Si vous disposez d'ouvrages ou d'articles de référence ou si vous connaissez des sites web de qualité traitant du thème abordé ici, merci de compléter l'article en donnant les références utiles à sa vérifiabilité et en les liant à la section « Notes et références ».
Albums de Maná
Revolución de amor
(2002) Amar es combatir
(2006)
Singles
1. Te llevaré al cielo
Sortie : 25 octobre 2003

Esenciales est une compilation, en trois CD, sortie en 2003, regroupant les titres ayant fait le succès du groupe latino-américain de rock mexicain et rock alternatif latino Maná. Il s'agit, donc, de disques avec les titres "essentiels" de son œuvre.

## Développement
Pour chacun des albums, les morceaux, remastérisés, sont regroupés par thématique. Sol réunit les chansons de danse ; Luna celles avec une touche romantique et Eclipse, le meilleur de ces thèmes en général (lequel n'est sorti que sur le continent américain). Chaque disque inclut le titre inédit, Te llevaré al cielo et le disque Sol contient la reprise du morceau Fool In The Rain (en espagnol : Tonto en la lluvia) de Led Zeppelin, enregistré par Maná pour l'album hommage au dit groupe, Encomium (en).
Le seul single extrait de cette compilation, Te llevaré al cielo, sort le 25 octobre 2003, en promotion des trois albums, un mois avant leur parution. Il se classe 22 semaines au Billboard Hot Latin Songs, culminant à la 7e position, le 27 décembre 2003.

## Luna: Canciones para amar
Esenciales: Luna est l'un des trois albums compilés par Maná et regroupant une collection de leurs plus grands succès en versions remasterisées.
Cet album inclut la chanson inédite Te llevaré al cielo et un titre bonus Celoso, composé pour la bande originale du film américain My Family (Rêves de famille, 1995).
Leurs vidéoclips pour les morceaux En el muelle de San Blas et Vivir sin aire (en live) sont, également, inclus dans le CD.

### Liste des titres
Toutes les chansons sont écrites et composées par Alex González et Fher Olvera, sauf annotation.
| 1.    | Rayando el sol                                  | 4:11 |
| 2.    | Cachito                                         | 4:47 |
| 3.    | Vivir sin aire                                  | 4:53 |
| 4.    | Te lloré un río                                 | 4:54 |
| 5.    | Huele a tristeza                                | 4:45 |
| 6.    | No ha parado de llover                          | 5:23 |
| 7.    | Reloj cucú                                      | 5:02 |
| 8.    | Hundido en un rincón                            | 6:00 |
| 9.    | Mis ojos                                        | 4:56 |
| 10.   | Celoso (Tema de los panchos) (Jenny Lou Carson) | 2:53 |
| 11.   | En el muelle de San Blas                        | 5:53 |
| 12.   | Como dueles en los labios                       | 4:09 |
| 13.   | Como te extraño corazón                         | 5:12 |
| 14.   | Te llevaré al cielo                             | 4:49 |
|       | 'Vidéos bonus'                                  |      |
| 1.    | Vivir sin aire                                  |      |
| 2.    | En el muelle de San Blas                        |      |
| 67:47 |                                                 |      |

## Sol: Canciones para bailar
Esenciales: Sol est l'un des trois albums compilés par Maná et regroupant une collection de leurs plus grands succès en versions remasterisées. Cet album inclut la chanson inédite Te llevaré al cielo et le titre bonus Tonto en la lluvia (en anglais : Fool In The Rain), une reprise du groupe de rock britannique Led Zeppelin, extrait de leur album In Through the Out Door (1979).
L'album comprend, également, les deux vidéos musicales Oye mi amor et Ángel de amor.

### Liste des titres
Toutes les chansons sont écrites et composées par Alex González et Fher Olvera, sauf annotation.
| 1.    | Te llevaré al cielo                                                          | 4:50 |
| 2.    | Estoy agotado                                                                | 3:55 |
| 3.    | Buscándola                                                                   | 4:08 |
| 4.    | Perdido en un barco                                                          | 4:16 |
| 5.    | De pies a cabeza                                                             | 4:40 |
| 6.    | Oye mi amor                                                                  | 4:35 |
| 7.    | Sábanas frías (feat. Rubén Blades)                                           | 5:23 |
| 8.    | Como te deseo                                                                | 4:33 |
| 9.    | Me vale                                                                      | 4:35 |
| 10.   | Déjame entrar                                                                | 4:25 |
| 11.   | Tonto en la lluvia (reprise en espagnol de Fool In The Rain de Led Zeppelin) | 6:14 |
| 12.   | Clavado en un bar                                                            | 5:14 |
| 13.   | Hechicera                                                                    | 5:02 |
| 14.   | Ángel de amor                                                                | 4:58 |
|       | 'Vidéos bonus'                                                               |      |
| 1.    | Oye mi amor                                                                  |      |
| 2.    | Ángel de amor                                                                |      |
| 66:47 |                                                                              |      |

## Eclipse
Esenciales: Eclipse est une compilation regroupant les plus grands succès de Maná et combinant des chansons des albums Sol et Luna (d'où le nom Eclipse), y ajoutant le titre Eres Mi Religión. Cet album comprend des chansons telles que Vivir sin aire,Oye mi amor, Como te deseo, En el muelle de San Blas et la chanson inédite Te llevaré al cielo. Il comprend également une chanson composée avec le chanteur de salsa Rubén Blades, Sábanas frías. Le clip vidéo pour Eres mi religión est inclus sur le disque.

### Liste des titres
Toutes les chansons sont écrites et composées par Alex González et Fher Olvera, sauf annotation.
| 1.    | Te llevaré al cielo                | 4:48 |
| 2.    | Rayando el sol                     | 4:11 |
| 3.    | Perdido en un barco                | 4:14 |
| 4.    | Oye mi amor                        | 4:33 |
| 5.    | Vivir sin aire                     | 4:53 |
| 6.    | Te lloré un río                    | 4:54 |
| 7.    | Como te deseo                      | 4:31 |
| 8.    | No ha parado de llover             | 5:23 |
| 9.    | Hundido en un rincón               | 6:00 |
| 10.   | Clavado en un bar                  | 5:12 |
| 11.   | Hechicera                          | 5:00 |
| 12.   | En el muelle de San Blas           | 5:54 |
| 13.   | Sábanas frías (feat. Rubén Blades) | 5:21 |
| 14.   | Eres mi religión                   | 5:28 |
|       | 'Vidéo bonus'                      |      |
| 1.    | Eres mi religión                   |      |
| 70:21 |                                    |      |

## Membres
- Fernando « Fher » Olver : chant
- Alex « El Animal » González : batterie
- Sergio Vallín : guitare
- Juan Calleros : basse